# استان میاگی

نقشهٔ استان میاگی در ژاپن.

استان میاگی یکی از استان‌های کشور ژاپن است که در جزیره هونشو قرار گرفته‌است. مساحت آن ۷۲۸۵ کیلومترمربع می‌باشد. جمعیت این استان در سال ۲۰۰۲ بالغ بر ۲۳۷۰۲۸۰ نفر برآورد شده‌است.
استان میاگی از نظر تقسیمات کشوری بخشی از ناحیه توهوکو به حساب می‌آید. مرکز این استان شهر سندای است.